# سيدتي الجميلة (فلم 1975)
يلتقي الدكتور الجامعي (وليد) بالنشالة (بلبل) بالميناء، حيث استبدلت مع أتباعها حقيبته بأخرى، بينما يقوم بإعداد بحث اجتماعي عن سلوك بعض الأفراد غير الأسوياء، وهل يمكن إصلاح أحوالهم إن تغيرت البيئة والظروف المحيطة، يتخذ من (بلبل) تجربة البحث العملية، يقوم بتعليمها وتثقيفها.

## القصة كاملة
بلبل تركت امها حفيظة في الانفوشى بالإسكندرية، واشتركت مع زوج امها عباس في تجارة الشنطة ببيروت، وتعرفوا على صاحب الفندق وزعيم عصابة النشل شوشو واشتركت وزوج امها عباس بالتهريب والسرقة، حتى إلتقت بالدكتور وليد يوسف واستبدلت شنطتها بشنطته، معتقدة ان بها أشياء ثمينة، لتكتشف ان بها كتب وابحاث، فقد كان د.وليد يكتب أبحاثه عن الفوارق الاجتماعية والطبقية خلال عمله بجامعة بيروت، وان الفرق بين فرد من طبقة فقيرة واُخرى غنية هو الجهل، فإذا محونا الجهل، تساوى الشخصان، وإضطرت بلبل لأن تعيد الشنطة لصاحبها، وقد اعترض الدكتور اسامه أستاذ علم الاجتماع بجامعة بيروت، على أبحاث وليد، لافتقادها للجانب العملى، فقرر وليد اتخاذ بلبل نموذج عملى لأبحاثه، وقرر ان ينقلها من طبقتها الدنيا، إلى طبقة راقية في غضون 6 شهور، وحاول ان يقيم بفندق شوشو، ليكون بجوارها، ولكن الجميع ظنه ضابط بوليس يراقبهم، وفشلت خطته، لكن بلبل لجأت إليه تريد منه ان يعلمها القراءة والكتابة، فقد استاءت من عملها في التهريب والنشل وارادت ان تعمل في محل لبيع الزهور، ولكنهم اشترطوا إجادتها القراءة والكتابة، ووافق وليد على إخضاع بلبل لتجربته في محو جهلها، ولكن عباس اعترض، فعرض عليه مبلغا شهريا يوازى ماكانت تكسبه بلبل من النشل والتهريب، وتولت الست مشيرة مدير منزل الدكتور وليد، مساعدته في تعليم بلبل، وقامت بوضعها تحت الدش لإزالة الطبقات التي تراكمت على جسدها، وحرقت ملابسها، واستبدلتها بأخرى جديدة، وعلمتها كيف تأكل وتلبس وتتعامل وتتكلم مع الآخرين، وتولى وليد تعليمها القراءة والكتابة وصحبها للمسارح، وعهد إلى صديقه مروان وهو من الطبقة الراقية، لتعليم بلبل الموسيقى وتذوقها، وخلال الشهور الستة احبت بلبل أستاذها وتحملت كل شيء من اجل إنجاح تجربته، وحاولت بلبل إثناء زوج امها عباس عن العمل الغير شريف وعودته لعمله السابق كميكانيكى، ولم ترضخ بلبل لتحرشات مروان بها، ولم تخدعها كلماته المعسولة، بسبب انشغالها بحب وليد، وحان ميعاد الامتحان في حفل كبير تقيمه أحد الجمعيات الخيرية، وقدم وليد تلميذته بلبل على انها بولان أحد نجمات المجتمع الراقى، ولم يلحظ أحد كونها تلك النشالة الوضيعة بلبل، وفرح وليد بنجاحه، ولكنه لم يفكر ماذا ستفعل بلبل بعد ذلك فهى لن تتمكن من الاندماج في الطبقة الراقية لفقرها، كما انها لن تستطيع العودة لعملها السابق كنشالة، أو حتى بائعة ورد في محل للزهور، ولم يفكر في حبها له، ولذلك قررت بلبل العودة مع زوج امها عباس للأسكندرية، ولكن وليد شعر بحبه لبلبل وإفتقدها، فأسرع إليها ليبقيها بجواره، ويسافر عباس وخده ليلحق بزوجته حفيظه.

## فريق العمل

### تمثيل
| - محمود ياسين:د. وليد يوسف - نيللي:بلبل - عمر خورشيد:مروان - عماد حمدي:د. أسامة - حسن علاء الدين (شوشو) :شوشو - حسن مصطفى:عبّاس | - فتحية شاهين:مشيرة - ناديا حمدي - آمال العريس - علي دياب - ماجد أفيوني - أحمد الزين | - زياد مكوك - عبد الكريم عمر - شفيق حسن - زكريا عرداتي - حمادة أمين - إسماعيل نعنوع | - عبد الله فريدي - غادة واصف - أماليا أبي صالح - منى رعد - بولا بيروني - فريال جفان |

### فريق العمل
| - فارس يواكيم:قصة وسيناريو وحوار - حلمي رفلة:مخرج - شريف حمودة:مخرج مساعد - زاهي طالب:م. مخرج ثان - إبراهيم شامات:مدير التصوير - يوسف رعد:مصور - نوال كوستى:نيجاتيف | - اميل بحرى:مونتاج بوزتيف - ريمون هارون:كبير مهندسي الصوت - منصور سابا:مهندس الصوت - شفيق سكر:مدير الإنتاج - حسن علاء الدين:منتج - علي دياب:ماكيير - فايزة دياب:كوافير | - عبده الطقش:م. ماكيير - عمر خورشيد:الموسيقى التصويرية والتوزيع - فتحي قورة:كلمات الأغاني - حلمي بكر:الألحان - نيللي:غناء - كرم إخوان:التصوير الفوتوغرافي - نوال:العناوين | - حسيب:المقدمة - أفلام مصر العربية (واصف فايز):موزع داخلي - الشركة اللبنانية للتجارة والاستثمار السينمائي (صبّاح إخوان):موزع خارجي - مصر للإستوديوهات والإنتاج السينمائي (مصر للاستوديوهات):الطبع والتحميض - سعد عبد الرحمن:مدير عام المعامل - حسن عفيفي:مدرب الرقص |

## وصلات
سيدتي الجميلة على موقع قاعدة بيانات الأفلام العربية